# Martin Sopko (ur. 1982)
Martin Sopko (ur. 30 stycznia 1982 Preszowie) – słowacki siatkarz, grający na pozycji przyjmującego, reprezentant kraju. 
Wychowanek VK PU Preszów. W 2005 roku, po wywalczeniu tytułu mistrza kraju, wyjechał do Polski. W sezonie 2005/2006 reprezentował drużynę Polskiej Ligi Siatkówki, Mostostal Kędzierzyn-Koźle. Potem przez rok grał w Gwardii Wrocław, a następnie został zawodnikiem Delecty Chemika Bydgoszcz. Obecnie występuje w słowackiej drużynie VK MIRAD PU Preszów. W reprezentacji Słowacji wystąpił 161 razy.

## Sukcesy klubowe
Mistrzostwo Słowacji:
- 2005, 2015
- 2016, 2022[2]
- 2004, 2017, 2021

Puchar Słowacji:
- 2005, 2016, 2017, 2021

## Sukcesy reprezentacyjne
Liga Europejska:
- 2008, 2011
- 2007

## Nagrody indywidualne
- 2008: MVP i najlepszy zagrywający Ligi Europejskiej